# Apteronotus
Apteronotus es un género de peces de agua dulce de la familia Apteronotidae, en el orden de los Gymnotiformes. Sus especies se distribuyen en ambientes acuáticos de Sudamérica cálida, y son denominadas comúnmente morenas negras, cherogás, cuchillos, caballos, etc. 

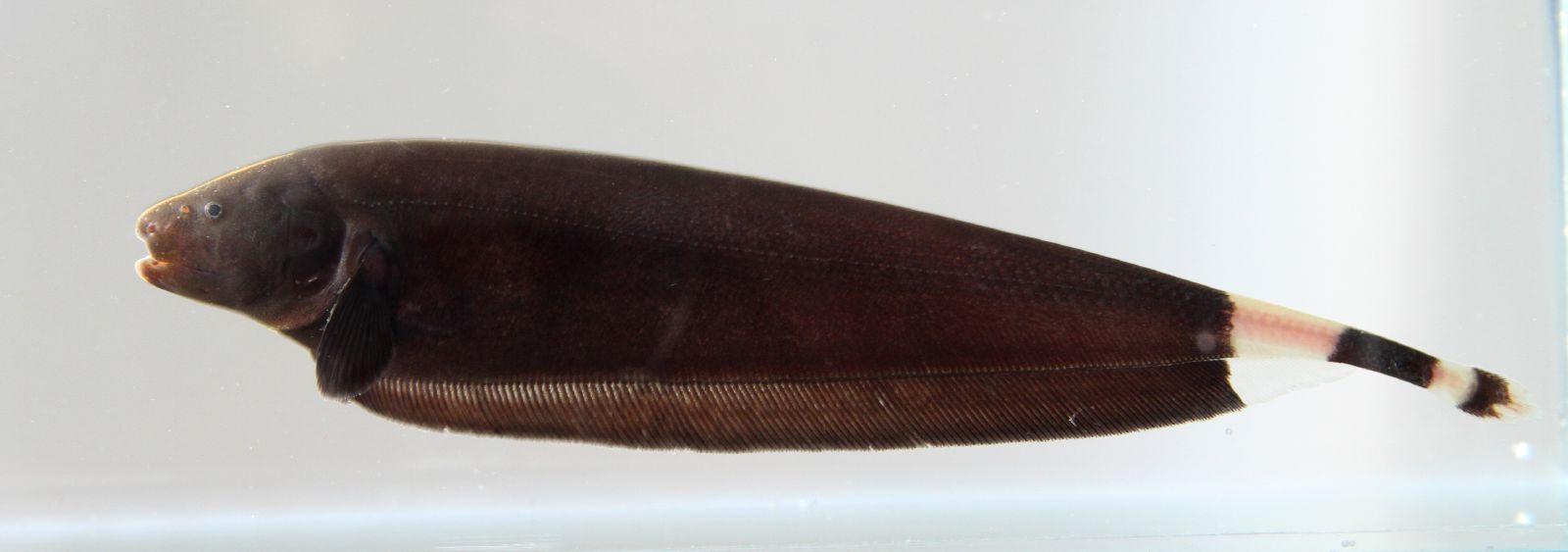
Apteronotus albifrons.

## Taxonomía
Este género fue descrito originalmente en el año 1800 por el zoólogo francés Bernard Germain Étienne de Laville-sur-Illon, conde de Lacépède.
Etimología
Etimológicamente el nombre genérico Apteronotus se construye con palabras del idioma griego, en donde: aptero significa 'sin aletas' y noton es 'espalda', haciendo así referencia a la ausencia de su aleta dorsal.
Especies
Este género se subdivide en 27 especies:
- Apteronotus acidops Triques, 2011[3]
- Apteronotus albifrons (Linnaeus, 1766)
- Apteronotus anu de Santana & Vari, 2013[4]
- Apteronotus apurensis Fernández-Yépez, 1968
- Apteronotus baniwa de Santana & Vari, 2013
- Apteronotus bonapartii (Castelnau, 1855)
- Apteronotus brasiliensis (J. T. Reinhardt, 1852)
- Apteronotus camposdapazi de Santana & Lehmann-A., 2006
- Apteronotus caudimaculosus de Santana, 2003
- Apteronotus cuchillejo (L. P. Schultz, 1949)
- Apteronotus cuchillo L. P. Schultz, 1949
- Apteronotus ellisi (Alonso de Arámburu, 1957)
- Apteronotus eschmeyeri de Santana, Maldenado-Ocampo, Severi & G. N. Mendes, 2004
- Apteronotus ferrarisi de Santana & Vari, 2013
- Apteronotus galvisi de Santana, Maldenado-Ocampo & Crampton, 2007
- Apteronotus jurubidae (Fowler, 1944)
- Apteronotus leptorhynchus (M. M. Ellis, 1912)
- Apteronotus lindalvae de Santana & Cox Fernandes, 2012[5]
- Apteronotus macrolepis (Steindachner, 1881)
- Apteronotus macrostomus (Fowler, 1943)
- Apteronotus magdalenensis (Miles, 1945)
- Apteronotus magoi de Santana, Castillo G. & Taphorn, 2006
- Apteronotus mariae (C. H. Eigenmann & Fisher, 1914)
- Apteronotus milesi de Santana & Maldenado-Ocampo, 2005
- Apteronotus pemon de Santana & Vari, 2013
- Apteronotus rostratus (Meek & Hildebrand, 1913)
- Apteronotus spurrellii (Regan, 1914)

## Morfología
Posee su cuerpo la forma de un cuchillo comprimido; no presenta ni aletas pélvicas ni dorsal, siendo la aleta anal extremadamente larga y ondulante para permitirle moverse tanto hacia delante como hacia atrás. Sí cuenta con aleta caudal y un órgano filiforme que nace en el dorso. Sus ojos son muy pequeños, delante de los mismos se conectan las líneas laterales sensoriales; los huesos infraorbitales están osificados formando un tubo delgado. También poseen un órgano que genera descargas eléctricas de alta frecuencia.

## Distribución y hábitat
Las especies que lo integran se distribuyen desde Venezuela, por la cuenca del Amazonas de Brasil y del Perú, hasta la cuenca del Plata, en los ríos Paraguay, Paraná y Uruguay, en los países de Paraguay, Bolivia, el nordeste de la Argentina, y el oeste del Uruguay. Se alimentan de noche de larvas de insectos acuáticos.